# Dunavci
Dunavci (búlgaro: Дунавци) é uma cidade da Bulgária, localizada no distrito de Vidin. A sua população era de 2,743 habitantes segundo o censo de 2010.

## População
| Dunavci | Dunavci | Dunavci | Dunavci | Dunavci | Dunavci | Dunavci | Dunavci | Dunavci | Dunavci | Dunavci | Dunavci | Dunavci | Dunavci | Dunavci | Dunavci | Dunavci | Dunavci | Dunavci | Dunavci |
| --- | ------- | ------- | ------- | ------- | ------- | ------- | ------- | ------- | ------- | ------- | ------- | ------- | ------- | ------- | ------- | ------- | ------- | ------- | ------- |
| Ano | 1887    | 1910    | 1934    | 1946    | 1956    | 1965    | 1975    | 1985    | 1992    | 2001    | 2002    | 2003    | 2004    | 2005    | 2006    | 2007    | 2008    | 2009    | 2010    |
| População |         |         |         | …       | …       | 3,455   | 3,842   | 3,582   | 3,365   | 3,141   | 3,090   | 3,089   | 3,061   | 3,030   | 2,973   | 2,922   | 2,869   | 2,817   | 2,743   |
| Fontes: Instituto Nacional de Estatísticas, „citypopulation.de“, „pop-stat.mashke.org“, Bulgarian Academy of Sciences |         |         |         |         |         |         |         |         |         |         |         |         |         |         |         |         |         |         |         |